# Christoph Gerber
Christoph Gerber, född 15 maj 1942 i Basel, Schweiz, är en schweizisk forskare och fysiker och chef för vetenskaplig kommunikation på fysiska institutionen, Basel Universitet. Gerber uppfann år 1986 atomkraftsmikroskopet tillsammans med Gerd Binnig och Calvin Quate. Hans forskning har i över 30 år varit inriktad mot nanoteknik.

## Biografi
Som barn läste Gerber mycket böcker, speciellt biografier om forskare och forskare. Men till en början ville han inte själv bli forskare utan började studera till ingenjör. Efter studietiden fick han anställning på det schweiziska företaget Contraves och blev 1964 skickad till Sverige för att ta över en position som gruppledare. År 1966 var han tillbaka i Schweiz och började då sin karriär på IBM Research Centre i Rüschlikon. Det var här han började jobba tillsammans med Heinrich Rohrer och Gerd Binnig och utvecklingen av sveptunnelmikroskopet (STM) började, en uppfinning som gav Rohrer och Binnig Nobelpriset i fysik 1986. Samma år publicerade Gerber, tillsammans med Binnig och Quate utvecklandet av AFM:et. Ett AFM kan användas för att studera ickeledande och biologiska material, medan ett STM endast fungerar att använda på ledande material. Artikeln som beskrev uppfinningen av AFM publicerades i den vetenskapliga tidskriften Physical Review Letters (PRL) och är den hittills mest citerade artikeln ur PRL.
I slutet av 1990-talet fick Gerber kontakt med professor Hans-Joachim Güntherodt från Basel Universitet och de började samarbeta. Idén om ett nanocenter i Basel föddes. År 2001 slutade Gerber på IBM och började helhjärtat satsa på sin nya roll som projektledare för kantileverprojekt inom nanoteknologi och som chef för vetenskaplig kommunikation.

## Anseende och pågående forskning
Gerber är författare och medförfattare till fler än 160 vetenskapliga artiklar, har omnämnts fler än 23 000 gånger inom tvärvetenskapliga områden och är en av de hundra i världen mest citerade forskarna. Han har blivit inbjuden och hållit många föredrag på internationella konferenser.
Gerber är hedersdoktor på flera platser och sitter med i ett flertal rådgivningspaneler för olika nanoinstitutioner. Han innehar 37 patent och patentpublikationer.
Gerbers nuvarande forskningsområden inkluderar:
- Biokemiska sensorer baserade på AFM-teknik
- Ytkemisk identifiering med hjälp av AFM
- AFM-forskning på isolatorer
- Självorganisation på nanometerskalan

## Fotnoter
1. ↑  läs online, isnsce.org .[källa från Wikidata]
2. 1 2  ”Arkiverade kopian”. Arkiverad från originalet den 6 mars 2016. https://web.archive.org/web/20160306014445/http://www.nanoscience.ch/nccr/media/archive/2011-10-SNI_update_en.pdf. Läst 28 november 2012.
3. 1 2 3  ”Arkiverade kopian”. Arkiverad från originalet den 14 november 2012. https://web.archive.org/web/20121114110354/http://www.cantileversensors.unibas.ch/ChGerber/ChGerber/CV.html. Läst 28 november 2012.